# Taeniurops meyeni
Taeniurops meyeni é uma espécie de arraia da família Dasyatidae, encontrada em águas litorâneas tropicais do Indo-Pacífico, além de ilhas no leste do Oceano Pacífico. Esta arraia, que habita o fundo de lagunas, estuários e recifes, geralmente a profundidades entre 20 e 60 metros, pode atingir 1,8 metro de largura. Caracteriza-se por um disco de barbatana peitoral espesso e arredondado, coberto por pequenos tubérculos na parte superior, e uma cauda relativamente curta com uma prega ventral profunda. Sua coloração dorsal é variável, com um padrão mosqueado claro e escuro distintivo, e a cauda é preta.
Predominantemente noturna, a espécie Taeniurops meyeni pode ser solitária ou gregária, sendo uma predadora ativa de pequenos moluscos, crustáceos e peixes ósseos bentônicos. É ovovivípara, com os embriões sustentados inicialmente por vitelo e, posteriormente, por histotrofo ("leite uterino") secretado pela mãe, gerando até sete filhotes por vez. Embora não seja agressiva, pode se defender com seu espinho caudal venenoso quando provocada, sendo responsável por pelo menos uma fatalidade registrada. É valorizada por mergulhadores de ecoturismo e pescadores recreativos. Devido à pesca comercial, tanto direcionada quanto como fauna acompanhante, e à destruição de habitat em grande parte de sua área de distribuição, esta espécie de reprodução lenta é ameaçada. A União Internacional para a Conservação da Natureza (IUCN) a classificou como vulnerável.

## Taxonomia e filogenia
Descrita como Taeniurops meyeni pelos biólogos alemães Johannes Peter Müller e Friedrich Gustav Jakob Henle em sua obra de 1841, Systematische Beschreibung der Plagiostomen, a espécie foi baseada em dois síntipos coletados em Maurício. No entanto, é mais conhecida pelo nome Taeniura melanospilos, aplicado pelo ictiólogo holandês Pieter Bleeker a um espécime filhote de Java, em 1853, na revista científica Natuurkundig Tijdschrift voor Nederlandsch Indië.
Outros nomes comuns incluem arraia-de-manchas-pretas, arraia-mosqueada, arraia-de-cauda-leque, arraia-gigante-de-recife e arraia-pintada. Na Austrália, é uma das espécies chamadas de "arraia-touro". Alguns autores a classificam com as arraias da família Potamotrygonidae. Exames morfológicos preliminares sugerem que a espécie Taeniurops meyeni é mais próxima de Dasyatis e Himantura [en] do Indo-Pacífico do que da congenérica Taeniura lymma, que está mais relacionada às espécies anfiamericanas do gênero Styracura [en] (Styracura pacifica [en] e Styracura schmardae [en]) e às arraias da família Potamotrygonidae.

## Etimologia
A arraia foi nomeada em homenagem a Franz Julius Ferdinand Meyen (1804–1840), médico e botânico que coletou ou forneceu os espécimes-tipo.

## Descrição

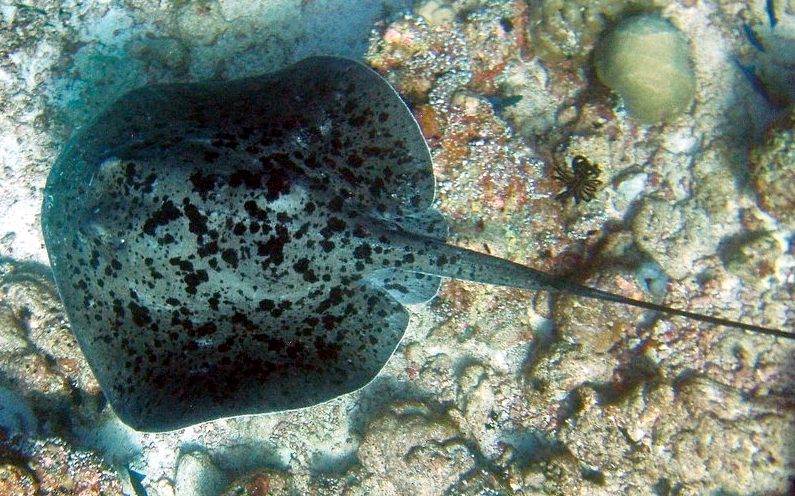
Características marcantes de Taeniurops meyeni incluem seu disco arredondado e espesso e a coloração mosqueada.

Taeniurops meyeni possui um disco de barbatana peitoral espesso, mais largo que longo, com margem externa suavemente arredondada. Os olhos são de tamanho médio, seguidos por espiráculos maiores. Entre as narinas ovais, há uma cortina de pele curta e larga, com margem posterior finamente franjada. A boca é ampla e curvada, com sulcos sutis nos cantos. No assoalho da boca, há uma fileira de sete papilas, sendo o par mais externo menor e separado dos demais. A mandíbula superior contém 37–46 fileiras de dentes, e a inferior, 39–45. Os dentes são pequenos, com uma ranhura profunda na coroa, dispostos em um padrão denso de quincôncio, formando superfícies planas.
As barbatanas pélvicas são pequenas e estreitas. A cauda é relativamente curta, não excedendo a largura do disco, e possui um (raramente dois) espinho serrilhado longo e venenoso na superfície superior. A base da cauda é larga; após o espinho, ela afina rapidamente, apresentando uma prega ventral profunda que se estende até a ponta. A superfície superior do disco e da cauda é áspera, coberta por grânulos pequenos e espaçados. Há também uma fileira central de tubérculos pontiagudos nas costas, acompanhada por duas fileiras laterais mais curtas. Os primeiros tubérculos surgem a partir de um comprimento de cerca de 46 cm, sobre os "ombros" e na fileira central.
A coloração dorsal varia de cinza claro a marrom-acinzentado ou arroxeado, intensificando-se nas margens das barbatanas, com um padrão altamente variável de manchas escuras irregulares e pintas ou listras brancas. A cauda, após o espinho, incluindo a prega ventral, é uniformemente preta, enquanto a parte inferior é branco-cremosa com margens escuras nas barbatanas e pontos adicionais. As arraias jovens têm coloração mais uniforme que os adultos. Uma das maiores espécies de arraias, Taeniurops meyeni pode atingir 1,8 metro de largura, 3,3 metros de comprimento e 150 kg de peso.

## Distribuição e habitat

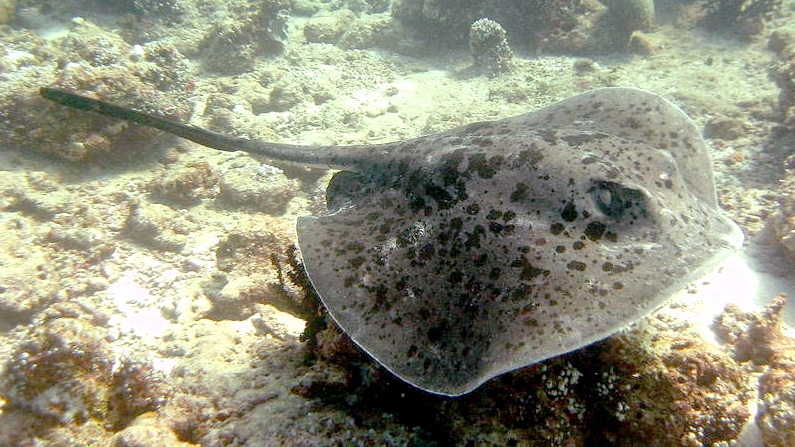
Taeniurops meyeni frequenta áreas arenosas próximas a recifes de coral.

Taeniurops meyeni tem uma ampla distribuição no Indo-Pacífico: ocorre desde Cuazulo-Natal, na África do Sul, ao longo da costa da África Oriental até o mar Vermelho, incluindo Madagascar e as ilhas Mascarenhas; a partir daí, sua distribuição se estende para o leste pelo subcontinente indiano até o Sudeste Asiático e a Micronésia, alcançando o norte até a Coreia e o sul do Japão, e o sul até a Austrália, onde é encontrada pelo menos da costa de Ningaloo, na Austrália Ocidental, até a ilha Stradbroke [en], em Queensland, incluindo a ilha de Lord Howe. Na porção mais oriental de sua distribuição, foi relatada na ilha do Coco e nas ilhas Galápagos, com indivíduos possivelmente dispersando até a América Central.
De natureza bentônica, a espécie Taeniurops meyeni é geralmente encontrada próxima à costa, a profundidades de 20 a 60 metros, embora tenha sido registrada desde a zona de rebentação até 439 metros. Prefere fundos arenosos ou de entulho em lagunas rasas ou próximos a recifes de coral e rochosos, podendo também entrar em estuários.

## Biologia e ecologia

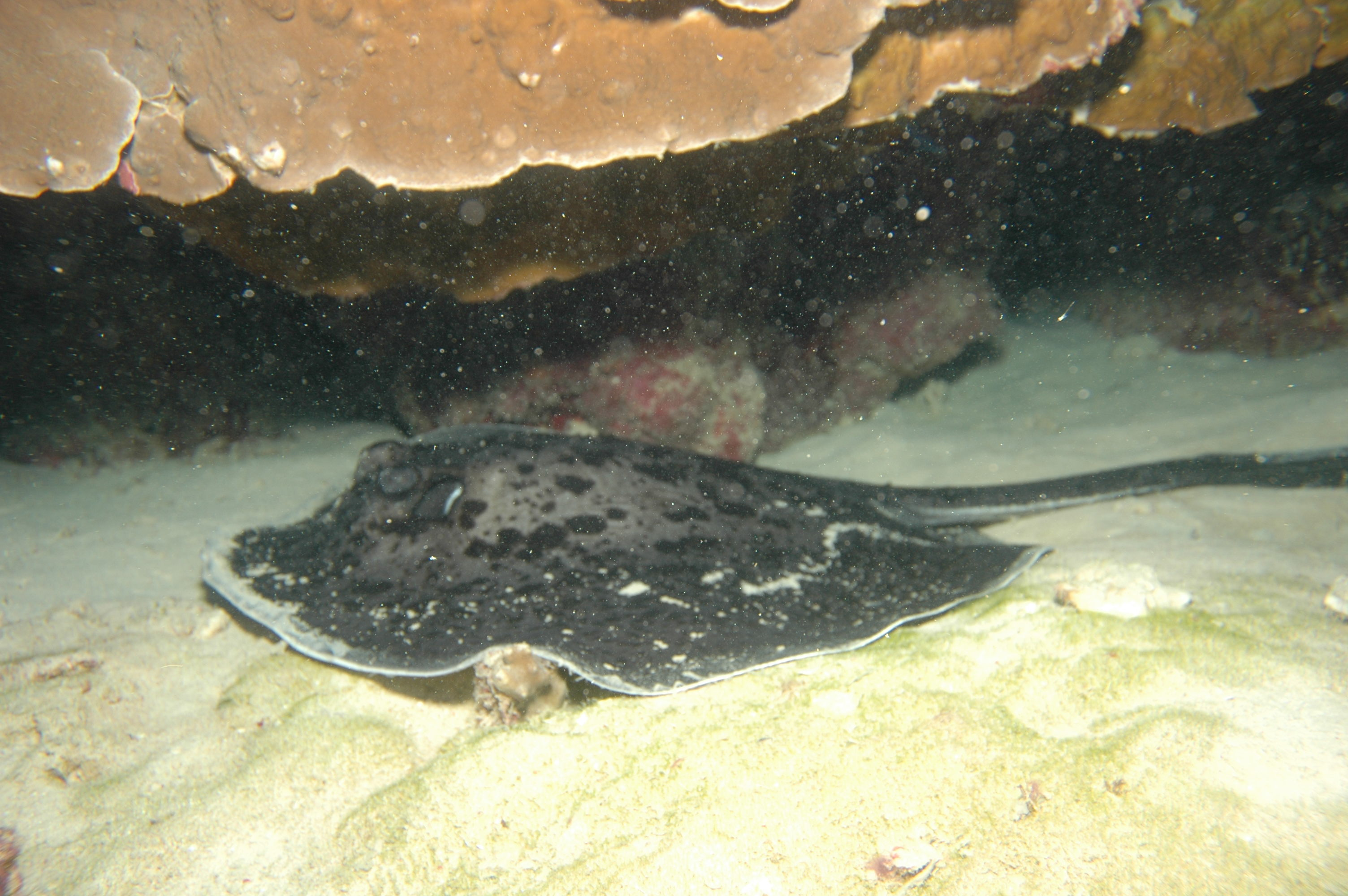
A espécie Taeniurops meyeni é relativamente inativa durante o dia, frequentemente descansando em areia perto de estruturas de recife.

Com hábitos noturnos, Taeniurops meyeni permanece imóvel durante grande parte do dia, muitas vezes perto de estruturas verticais, em cavernas ou sob saliências. Pode ser solitária ou formar grupos de pequeno a grande porte. Frequentemente, é acompanhada por um ou mais carangídeos ou bijupirá (Rachycentron canadum), que podem se alimentar de partículas remexidas pela arraia ou usar seu corpo como cobertura para se aproximar de suas próprias presas. A arraia caça bivalves, caranguejos, camarões e pequenos peixes ósseos no fundo. Ao se alimentar, adota uma postura característica, pressionando a margem de seu disco contra o fundo e aspirando água pelos espiráculos, que expele pela boca para desenterrar presas enterradas no sedimento. Pode ser predada por peixes maiores, como tubarões e mamíferos marinhos. Quando ameaçada, eleva a cauda sobre as costas, apontando o espinho para a frente, e a balança para frente e para trás. Parasitas conhecidos incluem os membros da classe Monogenea Dasybatotrema spinosum, Dendromonocotyle pipinna, Neoentobdella garneri e N. taiwanensis, e o nematódeo Echinocephalus overstreeti.
Poucas informações estão disponíveis sobre a história de vida de Taeniurops meyeni. Como outras arraias, é ovovivípara: os embriões são inicialmente sustentados por vitelo, que é complementado por histotrofo ("leite uterino", contendo proteínas, lipídios e muco) produzido pela mãe. Agregações reprodutivas com centenas de indivíduos foram observadas na Ilha do Coco logo após o início de La Niña, que traz temperaturas mais frias. Durante esses períodos, uma fêmea pode ser perseguida por dezenas de machos. As fêmeas geram ninhadas de até 7 filhotes, cada um medindo 33 a 35 cm de largura e 67 cm de comprimento. Na África do Sul, os nascimentos podem ocorrer no verão. Os machos atingem a maturidade sexual com uma largura de disco de 1,0 a 1,1 metro; o tamanho de maturação das fêmeas é desconhecido.

## Interações com humanos

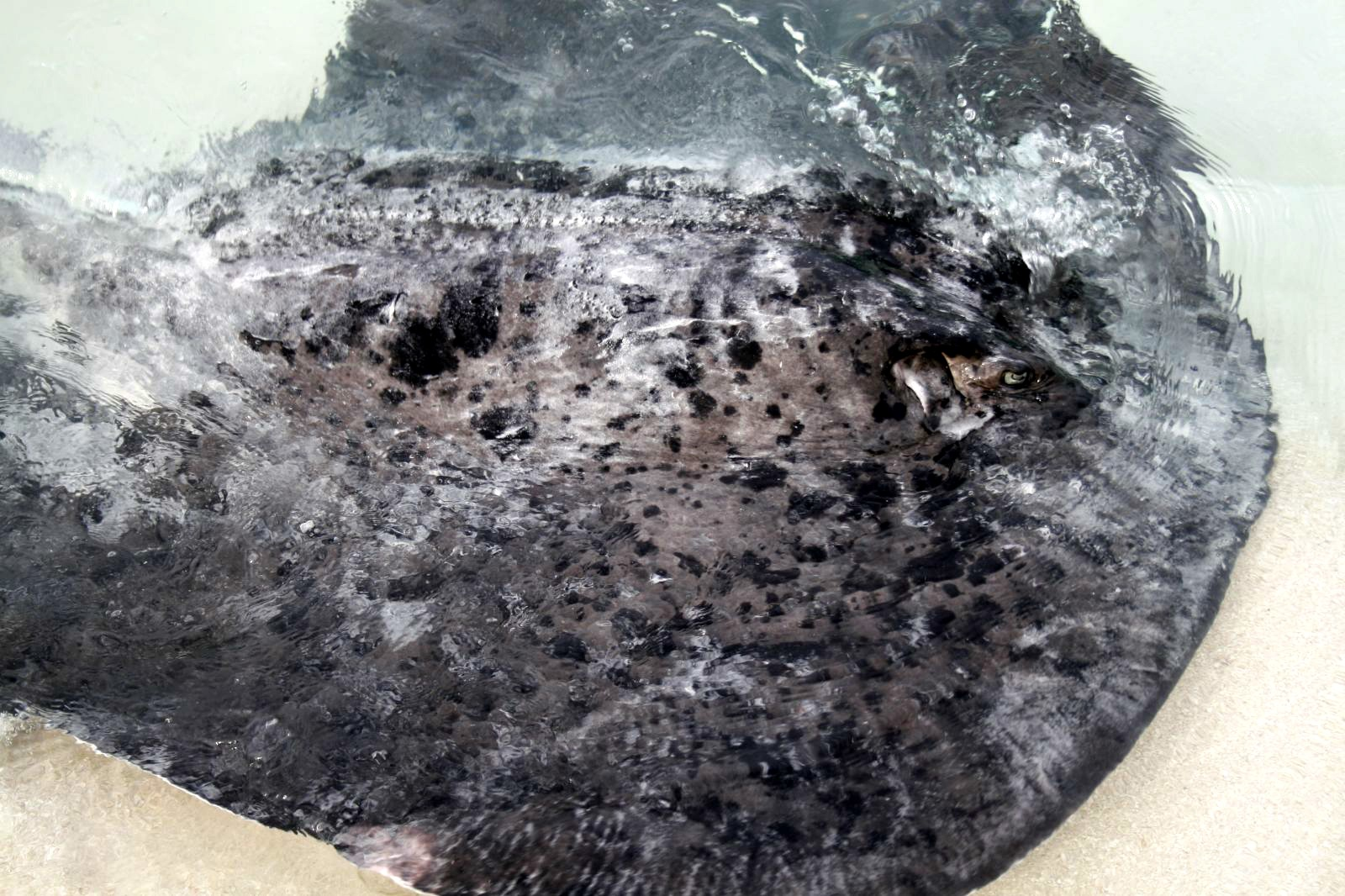
Taeniurops meyeni nas Maldivas, onde é uma atração valiosa para o ecoturismo.

A espécie Taeniurops meyeni não é agressiva e pode se aproximar para investigar mergulhadores. No entanto, se provocada, pode infligir uma ferida grave com seu espinho caudal venenoso. Esta espécie foi responsável por pelo menos uma fatalidade registrada, de um mergulhador que foi perfurado ao tentar montar a arraia. É popular entre mergulhadores de ecoturismo devido a seu tamanho e aparência.
A União Internacional para a Conservação da Natureza (IUCN) classificou Taeniurops meyeni como vulnerável. Sua baixa taxa reprodutiva a torna incapaz de suportar forte pressão pesqueira, e há degradação generalizada de seu habitat de recifes de coral, incluindo por poluição agrícola e práticas de pesca destrutivas, como a pesca com explosivos. Esta espécie é capturada por pescarias comerciais e recreativas em toda a sua distribuição, utilizando linhas e arrastões. Uma região de forte pressão é nas águas da Indonésia, onde ela e outras grandes arraias são capturadas intencionalmente ou como fauna acompanhante por redes de emalhar, palangres e arrastões operando em Java, Bali, Nova Guiné e Lomboque. Todos os indivíduos capturados são levados ao mercado para consumo humano.
Na África do Sul, a espécie Taeniurops meyeni é capturada incidentalmente por arrastões de camarão em bancos oceânicos, mas não é utilizada. Devido a seu tamanho e força, também é valorizada por pescadores recreativos, que geralmente a liberam ilesa. A África do Sul estabelece um limite recreativo de uma arraia por espécie por pessoa por dia e proíbe a caça submarina desta espécie. Nas águas australianas, foi classificada comopouco preocupante. Embora seja capturada (e descartada) por arrastões de camarão, essa mortalidade foi reduzida pela instalação obrigatória de Dispositivo Excluidor de Tartarugas [en]. Além disso, parte de sua distribuição australiana está dentro do Parque Marinho da Grande Barreira de Corais. Nas Maldivas, também foi listada como pouco preocupante, onde, devido ao valor turístico das arraias, o governo criou reservas marinhas protegidas e proibiu a exportação de arraias em 1995 e de peles de arraias em 1996.